# Kościół św. Mikołaja w Leicesterze

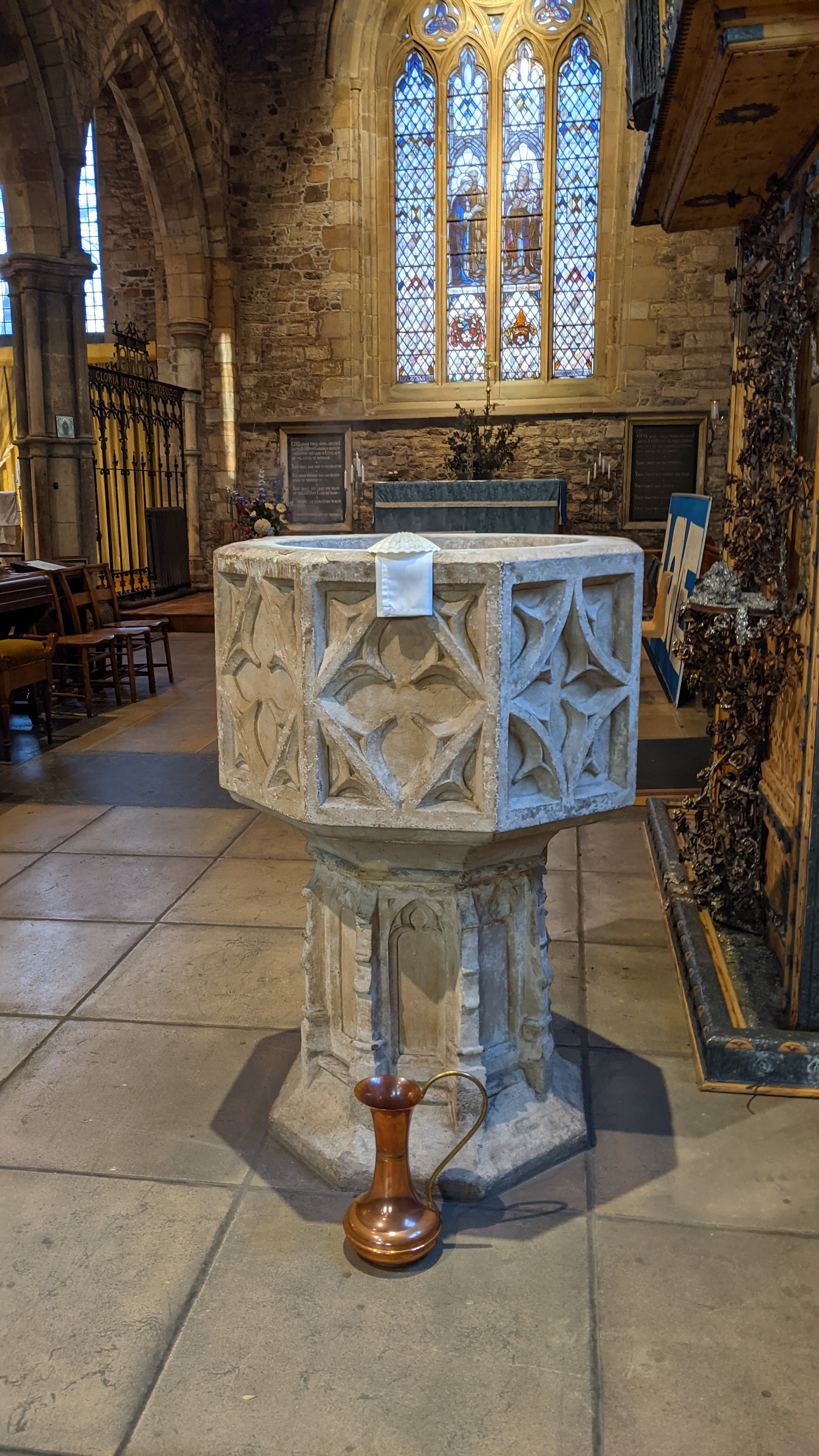
Wnętrze kościoła od prawej strony

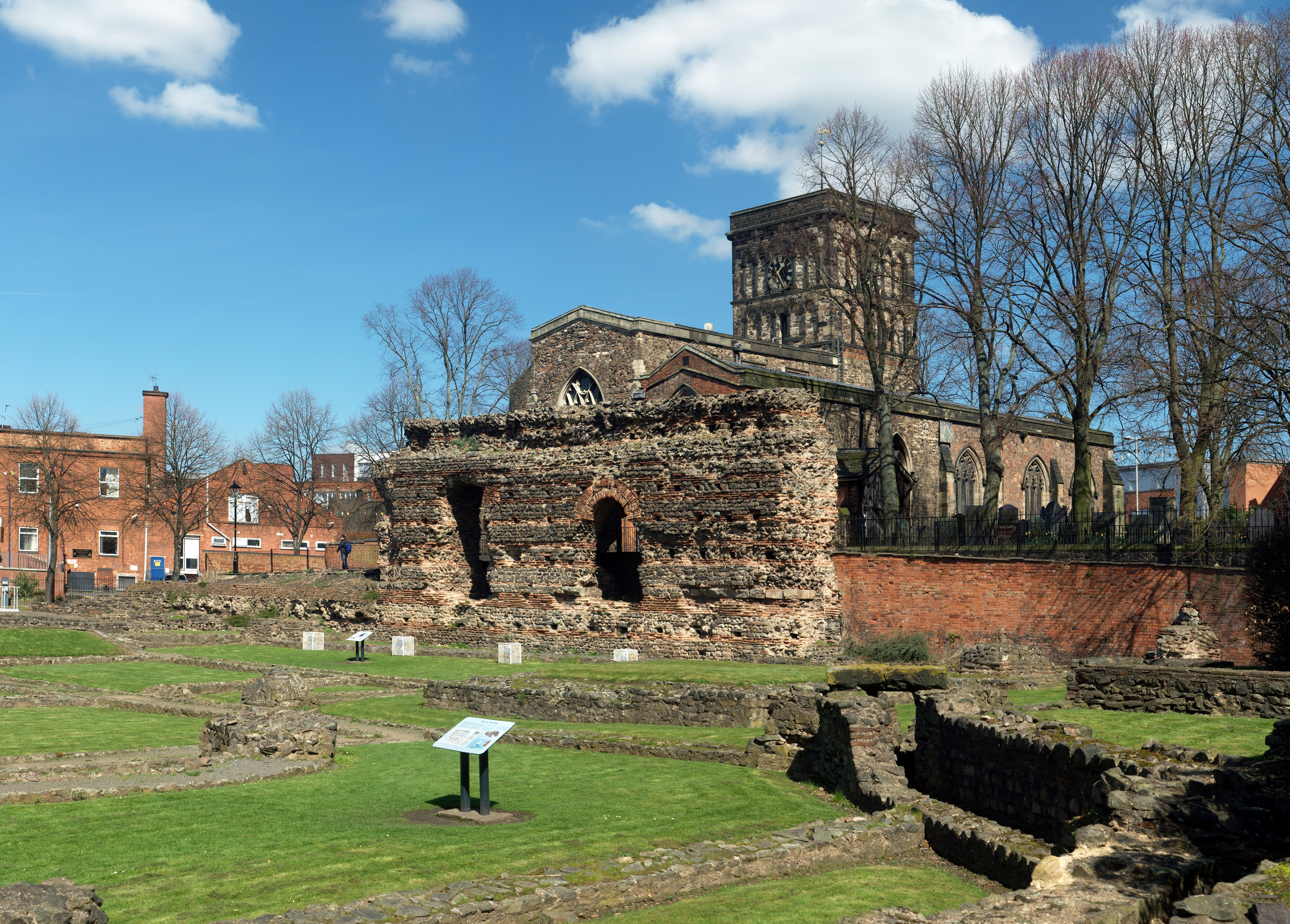
Ruiny łaźni rzymskiej w tle kościół

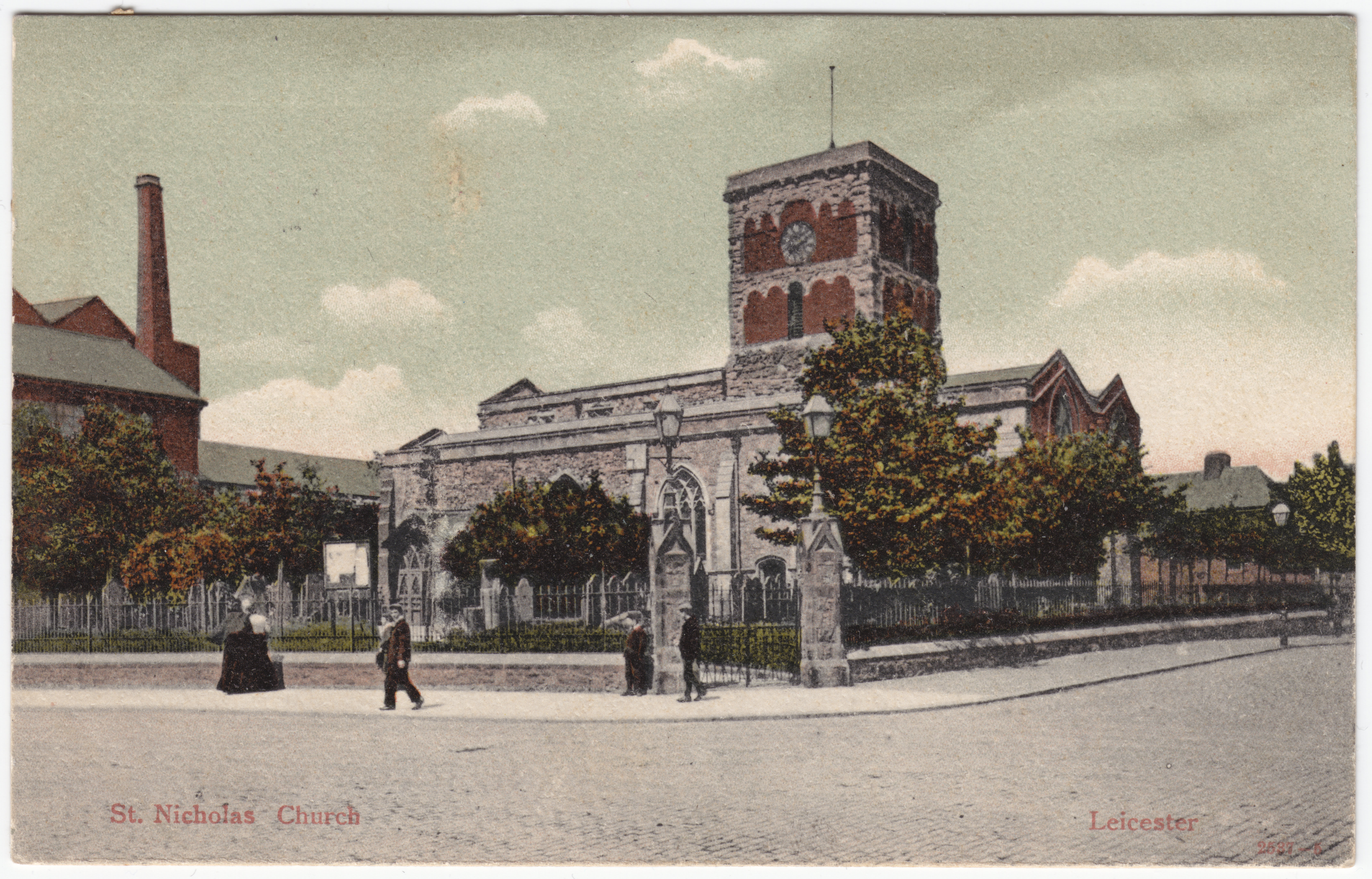
Kościół Św. Mikołaja w 1908 r.

Kościół św. Mikołaja (ang. St Nicholas' Church) – kościół parafialny w mieście Leicester w Wielkiej Brytanii. Najstarszy kościół kultu w mieście zbudowany około 1200 roku.
Kościół położony w centrum miasta obok Jewry Wall (zachowane mury łaźni rzymskich).
Przy kościele znajduje się cmentarz oraz budynek Uniwersytetu Leicester.
w 1825 roku kościół bym w złym stanie technicznym i były przygotowane plany do jego rozbiórki. Zamiast zniszczenia kościoła nastąpił gruntowny remont w latach 1875–1884. W tym czasie zbudowano nową nawę od strony północnej.
Kościół posiada organy zbudowane w 1890 przez lokalna firmę J. Porritt. W roku 1975 organy zostały oczyszczone, wyremontowane przez firmę JW Walker&Sons w cenie 4500 funtów brytyjskich.
Kościół ma trzy dzwony zamontowane w różnym czasie: w 1617, 1656 i 1710 roku.
W 2002 roku dzwony biły na powitanie Królowej Elżbiety II na jej jubileuszową wizytę w Leicesterze.